# Henry Bliss
Henry Hale Bliss (zm. 14 września 1899 w Manhattanie) – pierwsza udokumentowana amerykańska ofiara wypadku drogowego.

## Okoliczności śmierci
13 września 1899 roku Bliss został potrącony przez elektryczną taksówkę, doznając obrażeń głowy i klatki piersiowej. David Orr Edson, pasażer taksówki i lekarz (prywatnie syn byłego burmistrza Nowego Jorku Franklina Edsona), opuścił pojazd w celu udzielenia pomocy Blissowi. Ten został przetransportowany do szpitala, gdzie zmarł następnego dnia rano.
Niedługo po jego śmierci aresztowano Artura Smitha – taksówkarza biorącego udział w zdarzeniu. Dzięki zeznaniom Edsona i świadków został on uniewinniony, natomiast wydarzenie zostało uznane za nieszczęśliwy wypadek, a nie za celowe działanie.